# Diaconești, Bacău
Diaconești este un sat în comuna Agăș din județul Bacău, Moldova, România.